# San Joaquin, Iloilo
San Joaquin (Bayan ng San Joaquin) är en kommun i Filippinerna. Kommunen ligger på ön Panay, och tillhör provinsen Iloilo. Folkmängden uppgår till 47 826 invånare.

## Barangayer
San Joaquin är indelat i 85 barangayer.
| - Amboyu-an - Andres Bonifacio - Antalon - Bad-as - Bagumbayan - Balabago - Baybay - Bayunan (Panday Oro) - Bolbogan - Bulho - Bucaya - Cadluman - Cadoldolan - Camia - Camaba-an - Cata-an - Crossing Dapuyan - Cubay - Cumarascas - Dacdacanan - Danawan - Doldol - Dongoc - Escalantera - Ginot-an - Huna - Igbaje - Igbangcal - Igbinangon | - Igburi - Igcabutong - Igcadlum - Igcaphang - Igcaratong - Igcondao - Igcores - Igdagmay - Igdomingding - Iglilico - Igpayong - Jawod - Langca - Languanan - Lawigan - Lomboy - Lopez Vito - Mabini Norte - Mabini Sur - Manhara - Maninila - Masagud - Matambog - Mayunoc - Montinola - Nagquirisan - Nadsadan - Nagsipit | - New Gumawan - Panatan - Pitogo - Purok 1 (Pob.) - Purok 2 (Pob.) - Purok 3 (Pob.) - Purok 4 (Pob.) - Purok 5 (Pob.) - Qui-anan - Roma - San Luis - San Mateo Norte - San Mateo Sur - Santiago - Sinogbuhan - Siwaragan - Lomboyan (Santa Ana) - Santa Rita - Talagutac - Tapikan - Taslan - Tiglawa - Tiolas - To-og - Torocadan - Ulay - Bonga - Guibongan Bayunan |